# (147) Protogeneia
(147) Protogeneia – planetoida pasa głównego asteroid.

## Odkrycie i nazwa
Została odkryta 10 lipca 1875 roku w Wiedniu przez Lipóta Schulhofa. Nazwę planetoidzie nadał na prośbę odkrywcy Karl Ludwig von Littrow i w łacinie oznacza ona „pierworodna”, co było aluzją do tego, iż była to pierwsza planetoida odkryta przez Schulhofa (i jak się później okazało – jedyna).

## Orbita
(147) Protogeneia krąży w średniej odległości 3,14 j.a. od Słońca (okres obiegu to 5 lat i 200 dni).
Ma ciemną powierzchnię i prawdopodobnie składa się z pierwotnych węglanów.

## Obserwacje
Zostało odnotowane jedno zaćmienie gwiazdy przez (147) Protogeneia (28 maja 2002 w Teksasie).